# Antiga Pastisseria Azorin
Antiga Pastisseria Azorin és una obra de Súria (Bages) protegida com a Bé Cultural d'Interès Local.

## Descripció
La pastisseria es trobava situada als baixos d'un edifici de quatre pisos i golfes, a la Plaça d'Anselm Clavé. Del seu interior cal destacar tota la fusteria, els elements decoratius florals del sostre, les vitrines sota taulell de vidre i bronze o les llums elèctriques modernistes. L'edifici ha sofert reformes i la botiga es troba tancada i amb l'accés tapiat.

## Història
La pastisseria Azorín va ser l'hereva de l'antiga Biadiu, de Jaume Biadiu Morera, abans de Ventureta o de "La Palma". L'any 1915 ja era Biadiu, el qual també tenia una indústria, al C/ Born, 1 de Manresa, on fabricava xocolata i altres llaminadures.